# Волтер Браун
Волтер Шон Браун (англ. Walter Shawn Browne; 10 січня 1949, Сідней — 24 червня 2015, Лас-Вегас, штат Невада — шахіст Австралії та США. З 1970 р. міжнародний гросмейстер. Шаховий діяч і журналіст. Редактор  журналу «Бліц чесс» з 1989.

## Біографія
Волтер Шон Браун народився в Сіднеї, Австралія, від матері-австралійки та батька-американця. Жив в обох країнах в Австралії та Сполучених Штатах Америки у різний час.

## Кар'єра
Він виграв Чемпіонат Австралії 1969 року, отримав титул гросмейстера 1970 року та грав на першій дошці Австралії на Олімпіадах у Зігені 1970 та Скоп'є 1972.
Виступає у складі чотирьох олімпійських команд США, які завоювали бронзові медалі (1974, 1978, 1982, 1984), Під час його піку в грудні 1975 року та січні 1976 року Chessmetrics ставить його під № 27 у світі
За свої шість перемог на чемпіонатах США (1974, 1975, 1977, 1980 1981 і 1983) Браун був відомий як «Містер Шість разів». Він також виграв багато відкритих турнірів, у тому числі два відкритих турніри США, сім відкритих чемпіонатів Америки, одинадцять відкритих чемпіонатів США та відкритий чемпіонат Канади 1991 року.
1966 — Чемпіон США серед юнаків;
1968  - Переможець чемпіонату  Австралії;
Переможець чемпіонатів  США
1971, 1972, 1974, 1975, 1977, 1980 і 1981  - 1-2 місце;  
1983 — 1-3 місце
1970, 1972 — учасник двох олімпіад у складі команди Австралії.
1974, 1978, 1982, 1984 — учасник чотирьох олімпіад у складі команди США
Шахові олімпіади
| Роки     | Звання         | Дошка          | Країна         | Ело            | Очки           | Партії         | +              | =              | -              | %              |  |
| Роки     | Звання         | Дошка          | Країна         | Ело            | Очки           | Партії         | +              | =              | -              | %              |  |
| 1984 рік | GM             | 4              | США            | 2580           | 3½             | 9              | 1              | 5              | 3              | 38.9           |  |
| 1982 рік | GM             | 1              | США            | 2590           | 5½             | 10             | 4              | 3              | 3              | 55,0           |  |
| 1980 рік | Не брав участь | Не брав участь | Не брав участь | Не брав участь | Не брав участь | Не брав участь | Не брав участь | Не брав участь | Не брав участь | Не брав участь |  |
| 1978 рік | GM             | 2              | США            | 2550           | 4½             | 9              | 3              | 3              | 3              | 50,0           |  |
| 1976 рік | Не брав участь | Не брав участь | Не брав участь | Не брав участь | Не брав участь | Не брав участь | Не брав участь | Не брав участь | Не брав участь | Не брав участь |  |
| 1974 рік | GM             | 3              | США            | 2575           | 10½            | 17             | 7              | 7              | 3              | 61.8           |  |
| 1972 рік | GM             | 1              | AUS            | 2530           | 17½            | 22             | 15             | 5              | 2              | 79,5           |  |
| 1970 рік | GM             | 1              | AUS            |                | 14             | 19             | 10             | 8              | 1              | 73.7           |  |

Шахові турніри
| Учасник міжзональних турнірів:                     |                    |                    |                                         |
| Рік                                                | Рік                | Місто              | Місце                                   |
| 1976                                               | 1976               | Маніла             | 15                                      |
| 1982                                               | 1982               | Лас-Пальмас        | 14                                      |
| 1985                                               | 1985               | Таско              | 9 — 13                                  |
| Найкращі результати в інших міжнародних змаганнях: |                    |                    |                                         |
| 1969                                               | Сан-Хуан           | Сан-Хуан           | 2 — 4                                   |
| 1970                                               | Малага             | Малага             | 3 — 4                                   |
| 1971                                               | Венеція            | Венеція            | 1                                       |
| 1971                                               | Амстердам          | Амстердам          | 2 — 4                                   |
| 1972                                               | Вейк-ан-Зеє        | Вейк-ан-Зеє        | 4                                       |
| 1974                                               | Вейк-ан-Зеє        | Вейк-ан-Зеє        | 1                                       |
| 1974                                               | Лон-Пайн, Ванкувер | Лон-Пайн, Ванкувер | 1                                       |
| 1975                                               | Мангейм            | Мангейм            | 1                                       |
| 1976                                               | Амстердам          | Амстердам          | 2                                       |
| 1978                                               | Рейк'явік          | Рейк'явік          | 1                                       |
| 1980                                               | Сан-Мігель         | Сан-Мігель         | 1                                       |
| 1980                                               | Вейк-ан-Зеє        | Вейк-ан-Зеє        | 1 — 2                                   |
| 1980                                               | Буенос-Айрес       | Буенос-Айрес       | 1 — 4                                   |
| 1981                                               | Сантьяго           | Сантьяго           | 1                                       |
| 1982                                               | Суракарта          | Суракарта          | 1 — 2                                   |
| 1982                                               | Чикаго             | Чикаго             | 2                                       |
| 1983                                               | Нью-Йорк           | Нью-Йорк           | 1 — 3                                   |
| 1986                                               | Лас-Вегас          | Лас-Вегас          | 1 — 3                                   |
| 1987                                               | Сан-Франциско      | Сан-Франциско      | 3                                       |
| 1999                                               | Сан-Франциско      | Сан-Франциско      | програв матч І. Круш з рахунком 0,5-3,5 |
| 2001                                               | Лас-Вегас          | Лас-Вегас          | 8                                       |

Кількість ігор: 1708
Роки: 1963—2015
Останній рейтинг ФІДЕ: 2433 (2428 рапід, 2409 бліц)
Найвищий рейтинг у базі даних: 2590
Загальний рекорд: виграшів +670, програшів -355, нічиї  =664 (59,3 %)
Партія
Browne — Bond 1966. B14 захист Каро-Канн